# Vierpunkt-Mausspinne
Die Vierpunkt-Mausspinne (Scotophaeus quadripunctatus) ist eine Spinne aus der Familie der Plattbauchspinnen (Gnaphosidae). Die Art ist in Europa und teilweise im Westen Vorderasiens verbreitet.

## Merkmale
Das Weibchen der Vierpunkt-Mausspinne erreicht eine Körperlänge von 9,2 bis zu 16,1 Millimeter. Die des Männchens kann 7,5 bis 9,4 betragen. Damit zählt die Vierpunkt-Mausspinne zu den mittelgroßen Vertretern der Plattbauchspinnen (Gnaphosidae). Der grundsätzliche Körperbau der Art gleicht dem anderer Mausspinnen (Scotophaeus).
Der Carapax (Rückenschild des Prosomas, bzw. Vorderkörpers) besitzt eine rotbraune Farbgebung. Die Cheliceren (Kieferklauen) sind dunkelrotbraun gefärbt. Das Sternum (Rückenschild des Prosomas) weist eine hell rotbraune Grundfärbung auf, während es marginal (am Rand) dunkler erscheint. Die Beine sind hell rotbraun gefärbt. Das Opisthosoma (Hinterleib) ist dorsal (oberhalb) mit einer hell graubraunen Farbgebung sowie schwarzen Setae (chitinisierten Haaren) bedeckt. Ventral (unterhalb) erscheint es gräulich.

### Sexualdimorphismus
Der Sexualdimorphismus (Unterschied der Geschlechter) ist bei der Vierpunkt-Mausspinne wie bei anderen Mausspinnen (Scotophaeus) gering ausgeprägt und zeichnet sich abgesehen von den unterschiedlich ausfallenden Körperlängen lediglich bei den Maßen des Carapax beider Geschlechter aus. Beim Weibchen innerhalb der schwedischen Populationen, in denen es eine Körperlänge von 9,5 bis 15,2 und durchschnittlich 12,5 ± 5,5 Millimeter erreicht, ist der Carapax 5,11 bis 6,4 und durchschnittlich 5,76 ± 0,44 Millimeter lang. Ferner ist der Carapax in diesem Fall 3,71 bis 4,77 und durchschnittlich 4,25 ± 0,35 Millimeter breit. Das Längen-Breiten-Verhältnis des Carapax reicht hier von 1,33 bis zu 1,41 sowie im Durchschnitt 1,37 ± 0,03. Er ist hier außerdem um 11° geneigt. Beim Männchen der Art, das innerhalb gleicher Populationen eine Körperlänge von 8,4 bis zu 9,2 Millimeter erreicht, beträgt die Länge des Carapax in dem Fall 4,2 bis zu  4,76 und die Breite 3,04 bis zu 3,47 Millimeter. Seine Neigung beträgt hier 4°.

### Genitalmorphologische Merkmale
Die Pedipalpen (umgewandelte Extremitäten im Kopfbereich) vom Männchen der Vierpunkt-Mausspinne können von denen anderer Mausspinnen (Scotophaeus) unter anderem dadurch unterschieden werden, dass dort jeweils die einzeln bei beiden der Tibien (Schiene) gelegene, retrolaterale (innen rückseitige) und an der Spitze eingekerbte Apophyse (chitinisierter Fortsatz) länger ausfällt als die jeweilige Tibia selber. Die für die Gattung typische, hakenförmige und mediane (mittlere) Apophyse an einem Pedipalpus ist bei der Vierpunkt-Mausspinne eher groß. Der Embolus (drittes und letztes Sklerit, bzw. Hartteil) eines einzelnen Bulbus (männliches Geschlechtsorgan) weist einen langen und schlangenförmigen Verlauf auf. Beim Konduktor (Fortsatz) des Bulbus handelt es sich um eine dünne und verdrehte Membran, die jeweils auf der retrolateralen Fläche des Bulbus ausgebildet ist.
Die Platte der Epigyne (weibliches Geschlechtsorgan) ist bei der Vierpunkt-Mausspinne länger als breit. Ansonsten kann die Epigyne der Art von anderen der Gattung mitunter dadurch unterschieden werden, dass dessen lateral (seitlich) durch deutliche Umrandungen begrenztes Atrium (Eingang) durch ein breites medianes Septum geteilt ist. Die Kopulationsöffnungen sind an weiteren kleinen Atrien befindlich. Die Kopulationsgänge sind lang und in anteriore (vordere) Richtung schmal gekrümmt, während sie fortlaufend verlängert in die transversal (quer) befindlichen primären und über gekrümmte Gänge zu den sekundären Spermatheken (Samentaschen) übergehen. Die primären Samentaschen besitzen außerdem lange und schmale Anhänge mit Befruchtungsgängen.

### Differenzierung von anderen Mausspinnen
Da sich alle Mausspinnen (Scotophaeus) mitsamt der Vierpunkt-Mausspinne sehr ähneln, ist eine Unterscheidung dieser auch von den drei weiteren in Mitteleuropa vorkommenden Arten schwierig und lediglich anhand der genitalmorphologischen Merkmale sicher. Bei der Kleinen Mausspinne (S. blackwalli) fehlt der Konduktor jeweils bei den Bulbi und das Atrium der Epigyne ist bei der Art anterior mit einer Haube versehen. Bei der Gefleckten Mausspinne (S. scutulatus) hat bei je einem Bulbus dessen mediane Apophyse eine schmale Basis und die Platte der Epigyne anterior eine durchgehende Umrandung. Von der kleiner bleibenden Art S. nanus kann die Vierpunkt-Mausspinne unter anderem durch den basal kaum und dadurch weniger gebogenen Embolus eines einzelnen Bulbus beim Männchen der anderen Art unterschieden werden. Bei der Vulva des Weibchens von S. nanus überragen dessen Lateraldrüsen anders als bei der Vierpunkt-Mausspinne deutlich dessen Samentaschen.

Ähnliche Mausspinnen (Scotophaeus)
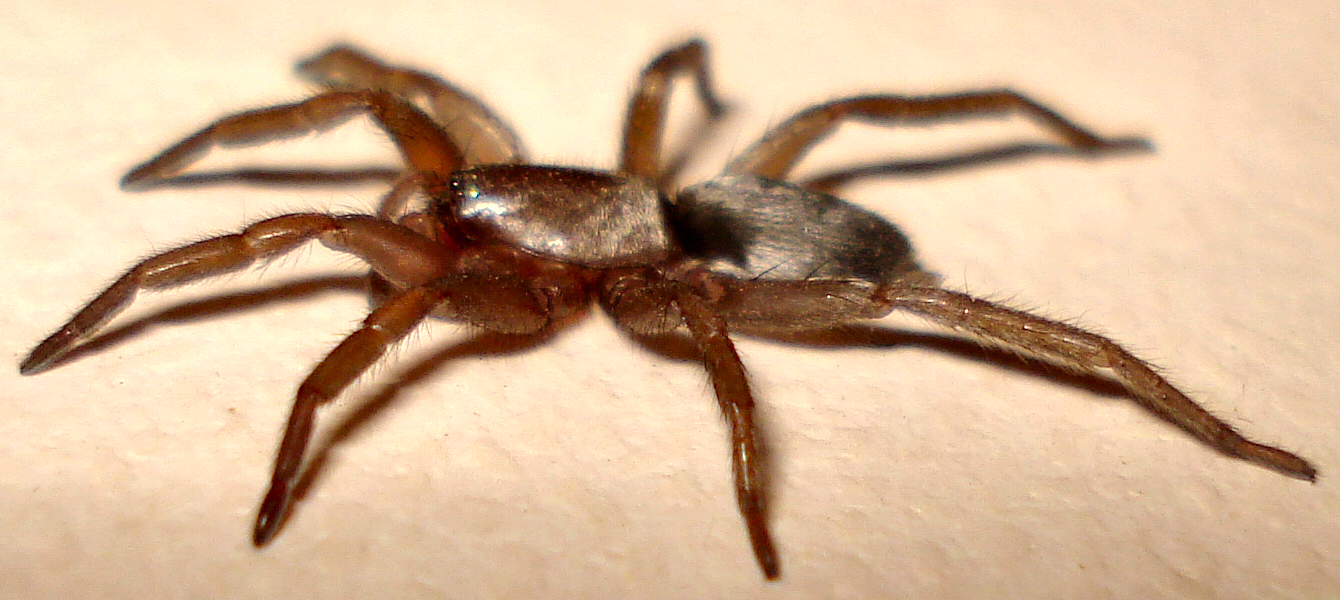
Weibchen …
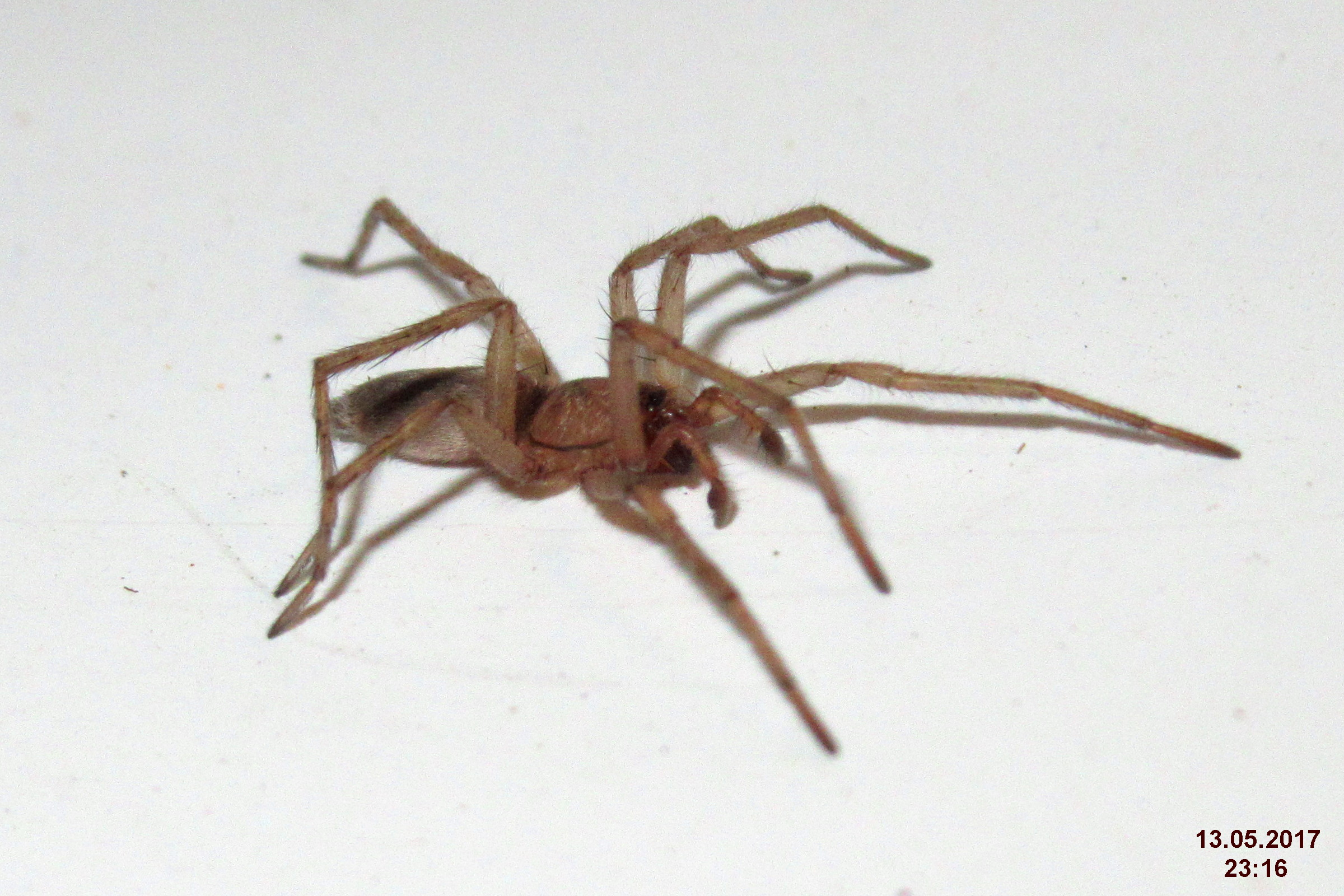
… und Männchen der Kleinen Mausspinne (S. blackwalli).
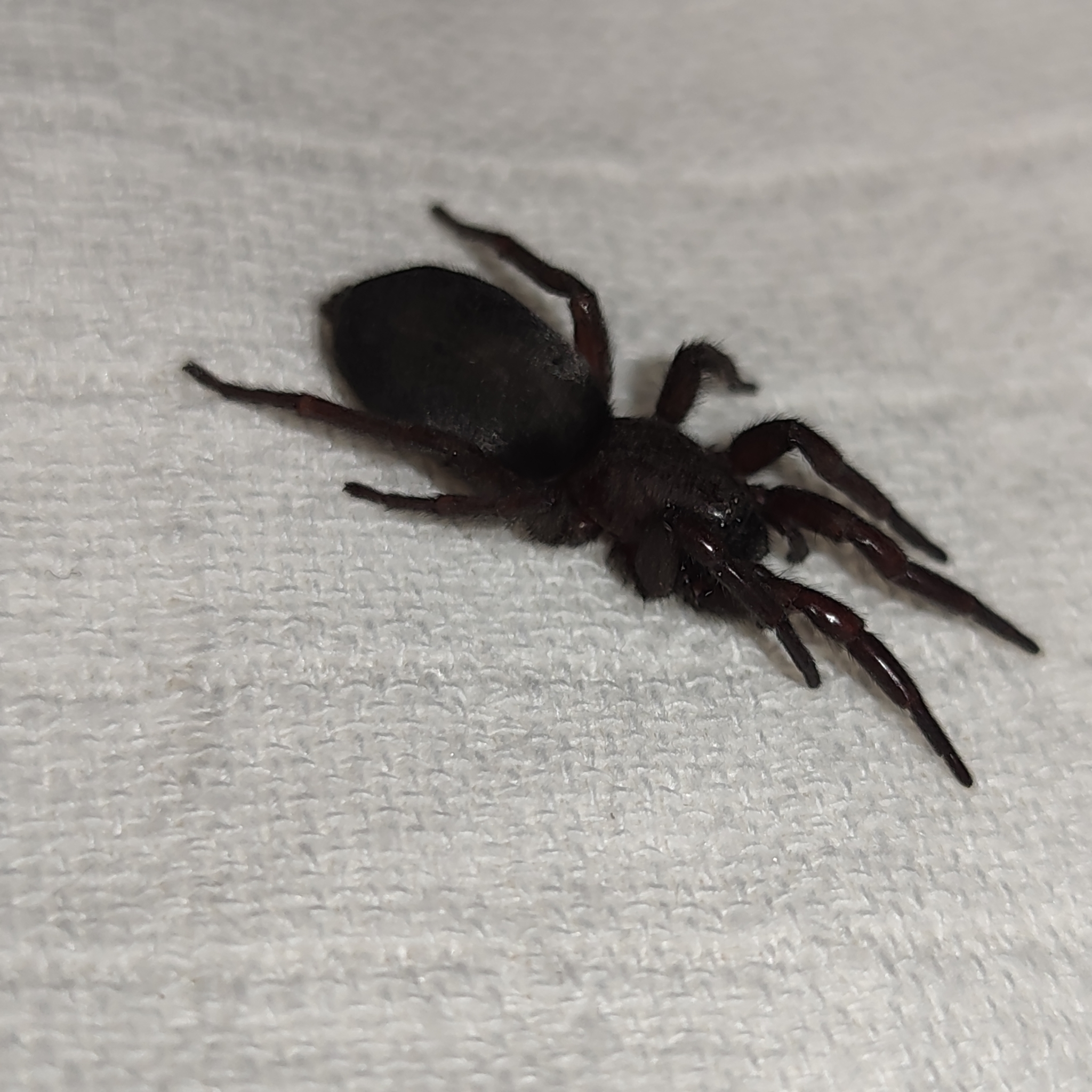
Weibchen …
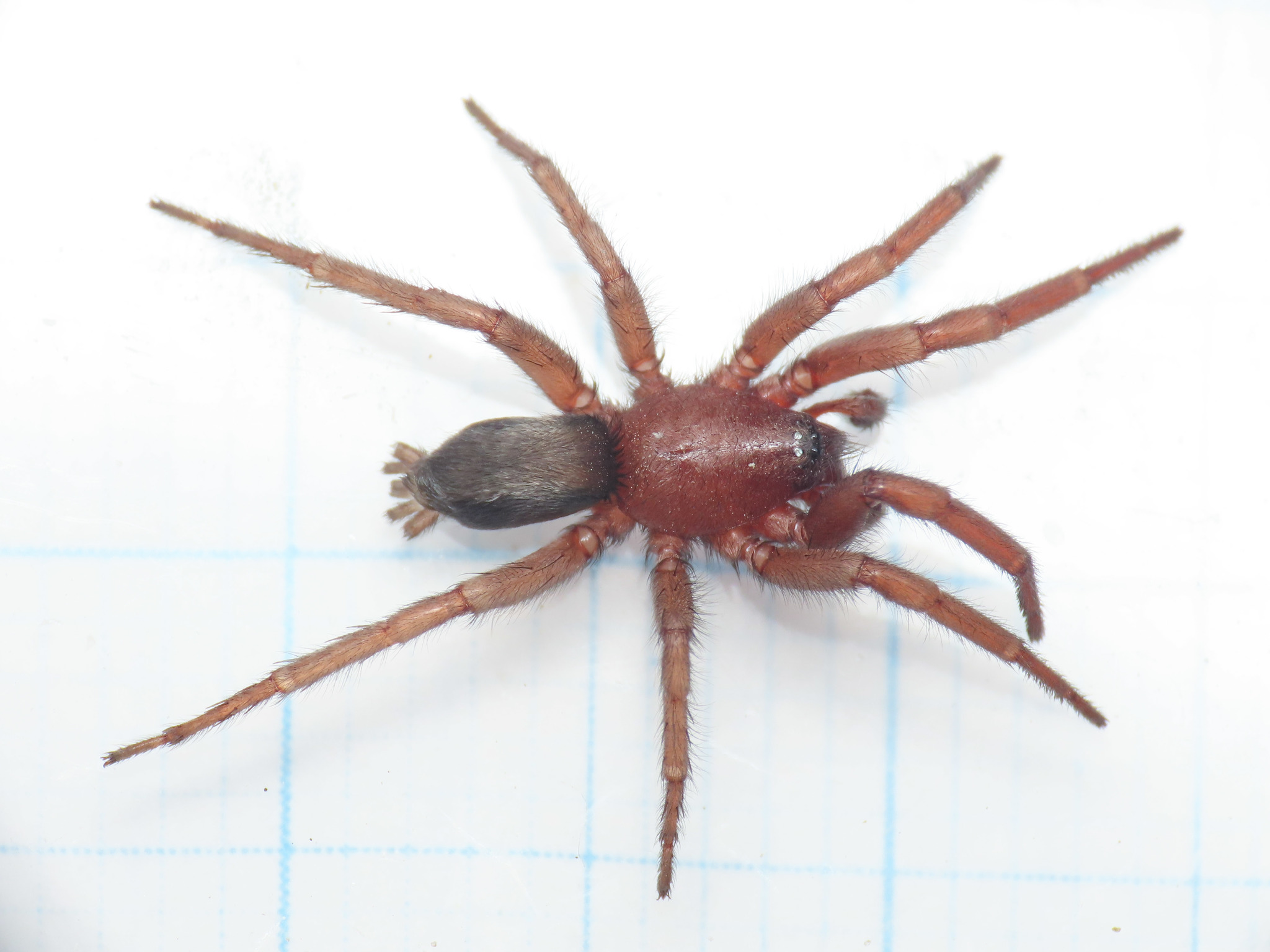
… und Männchen der Gefleckten Mausspinne (S. scutulatus).

## Verbreitung und Lebensräume
Das Verbreitungsgebiet der Vierpunkt-Mausspinne erstreckt sich über Europa bis nach Kaukasien. Einst sollte auch mindestens ein Nachweis der Art in der Türkei erfolgt sein, wobei sich dieser später als Fehlbestimmung herausstellte. Es wird vermutet, dass es sich dabei um ein Exemplar der Falschen Mausspinnen (Echemus) handelte.
Die Vierpunkt-Mausspinne teilt mit anderen Mausspinnen (Scotophaeus) die stark ausgeprägte Synanthropie (Anpassung an menschliche Siedlungsbereiche) und kommt deshalb insbesondere in Gebäuden, daneben aber auch oft in Höhlen vor. Seltener bewohnt die Spinne auch die Unterseite von Baumrinde.

## Gefährdung
Die Bestandsgefährdung der Vierpunkt-Mausspinne werden je nach Land unterschiedlich aufgefasst. In der Roten Liste gefährdeter Arten Tiere, Pflanzen und Pilze Deutschlands (2016) wird die Art, obgleich in Deutschland selten, als „ungefährdet“ eingestuft. Ihre Bestände gelten dort langfristig als gleich bleibend, während für kurzfristige Analysen nicht ausreichend Daten vorhanden sind. Eine Veränderung im Vergleich zur vorherigen Version dieser Roten Liste aus 1996 tritt nicht auf. Auch in dieser wurde die Spinne bereits in der Kategorie „ungefährdet“ eingestuft wurde.
In der Roten Liste der Spinnentiere (Arachnida) Norwegens (2015) wird die Vierpunkt-Mausspinne nach IUCN-Maßstab in der Kategorie LC („Least Concern“, bzw. nicht gefährdet) erfasst. In der Roten Liste der Spinnen Tschechiens (2015) ist die Art nach gleichem Maßstab in der Kategorie ES („Ecologically Sustainable“, bzw. ökologisch anpassbar) aufgeführt.

## Biologie
Die Lebensweise und auch der -zyklus der Vierpunkt-Mausspinne sind wenig erforscht. Die Phänologie (Aktivitätszeit) ausgewachsener Individuen beider Geschlechter beläuft sich auf den Zeitraum zwischen Februar und Oktober. Der Eikokon der Spinne hat eine plankonvexe (halbseitig elliptische) Form und eine reinweiße Farbgebung. Dabei ist er im Zentrum stark erhöht und besitzt sehr abgeflachte Ränder sowie einen Durchmesser von gut 14 Millimetern. Die im Kokon befindlichen Eier sind blassgelb gefärbt.

## Systematik
Die Systematik der Vierpunkt-Mausspinne erfuhr mehrere Änderungen. Der Artname quadripunctatus stammt aus der lateinischen Sprache und bedeutet übersetzt vierpunktig. Er deutet auf das Erscheinungsbild des Typusexemplares hin, das laut Carl von Linné in seiner Erstbeschreibung vier Punkte auf dem Opisthosoma aufweist.
Die Vierpunkt-Mausspinne erfuhr nach ihrer 1758 in Linnés Werk Systema naturae veröffentlichten Erstbeschreibung verschiedene Umbenennungen sowie Zuordnungen zu anderen Gattungen. Die heute gängige Bezeichnung Scotophaeus quadripunctatus wurde erstmalig 1893 unter Eugène Simon angewandt und ist seit einer 1971 erschienenen Arbeit von František Miller die gängige wissenschaftliche Bezeichnung für die Art. Die Vierpunkt-Mausspinne ist außerdem die Typusart der gesamten Gattung der Mausspinnen (Scotophaeus).